# Patric Leitner

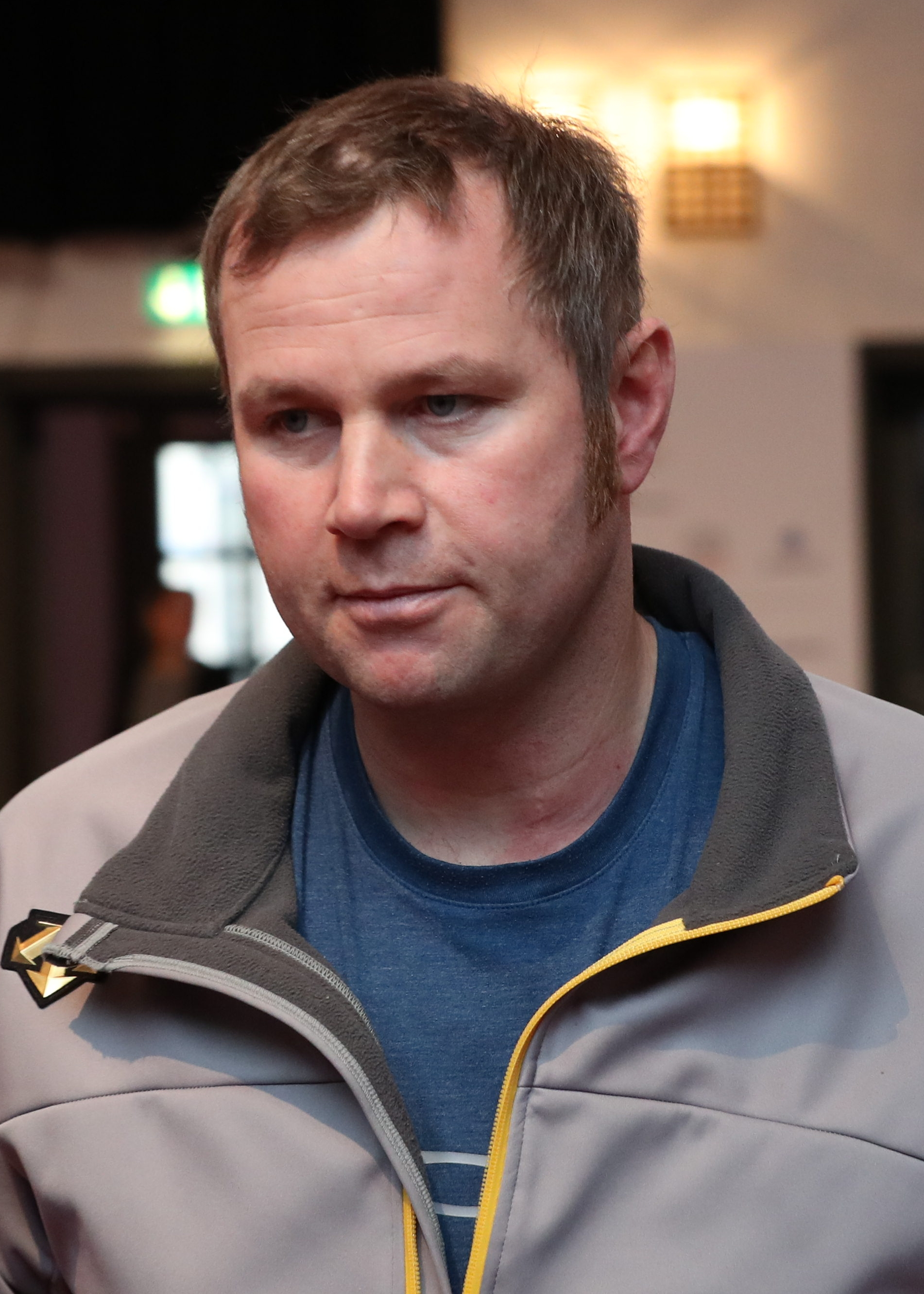
Patric Leitner, 2018

Patric Leitner (* 23. Februar 1977 in Berchtesgaden) ist ein ehemaliger deutscher Rennrodler.

## Leben und Wirken
Zusammen mit seinem Partner Alexander Resch gewann er 2002 bei den Olympischen Spielen in Salt Lake City die Goldmedaille und bei den Olympischen Spielen 2010 die Bronzemedaille im Doppelsitzer. 1999, 2003 und 2007 wurden beide Deutsche Meister. Bei den Olympischen Spielen 2006 in Turin belegte das favorisierte Doppel nur den sechsten Platz. Vier Jahre später erreichten Leitner und Resch bei den Olympischen Spielen in Vancouver im letzten Rennen ihrer Karriere den dritten Platz, nachdem sie im ersten Lauf nur auf Rang 5 lagen, und gewannen die Bronzemedaille. Außerdem wurde der für den WSV Königssee startende Leitner zusammen mit Resch 1999, 2000, 2004 und 2007 Weltmeister im Doppelsitzer. Das Duo aus Berchtesgaden erreichte in zehn Karrierejahren die Rekordanzahl von 34 Weltcupsiegen. Leitner war Sportsoldat im Dienstgrad Oberfeldwebel bei der Sportfördergruppe der Bundeswehr in Bischofswiesen. Seit April 2009 studiert er an der Trainerakademie Köln. Mit der dreijährigen berufsbegleitenden Ausbildung strebt er den Abschluss Diplomtrainer an. Parallel dazu arbeitet er als Angestellter an der Bundespolizeisportschule in Bad Endorf. Er trainiert dort unter anderem die Olympiasieger Felix Loch und  Natalie Geisenberger.

## Erfolge

### Gesamtweltcup
| Saison    | Platz | Punkte |
| --------- | ----- | ------ |
| 1998/99   | 03.   | 0446   |
| 1999/2000 | 01.   | 0585   |
| 2000/01   | 03.   | 0520   |
| 2001/02   | 01.   | 0505   |
| 2002/03   | 02.   | 0536   |
| 2003/04   | 01.   | 0628   |
| 2004/05   | 02.   | 0570   |
| 2005/06   | 01.   | 0611   |
| 2006/07   | 01.   | 0786   |
| 2007/08   | 01.   | 0655   |
| 2008/09   | 02.   | 0629   |
| 2009/10   | 01.   | 0592   |

### Weltcupsiege
| Nr. | Datum         | Ort            | Bahn                                              |
| --- | ------------- | -------------- | ------------------------------------------------- |
| 1.  | 5. Feb. 1999  | St. Moritz     | Olympia Bob Run St. Moritz–Celerina               |
| 2.  | 13. Feb. 1999 | Nagano         | Nagano City Bobsleigh and Luge Park               |
| 3.  | 13. Nov. 1999 | Lillehammer    | Bob- und Rennschlittenbahn Hunderfossen           |
| 4.  | 27. Nov. 1999 | Altenberg      | Rennschlitten- und Bobbahn Altenberg              |
| 5.  | 11. Dez. 1999 | Calgary        | Bob- und Rennschlittenbahn im Canada Olympic Park |
| 6.  | 29. Jan. 2000 | Innsbruck-Igls | Olympia Eiskanal Igls                             |
| 7.  | 12. Jan. 2000 | Oberhof        | Rennrodelbahn Oberhof                             |
| 8.  | 10. Dez. 2000 | La Plagne      | Piste de La Plagne                                |
| 9.  | 13. Jan. 2001 | Innsbruck-Igls | Kunsteisbahn Bob-Rodel Igls                       |
| 10. | 11. Feb. 2001 | Park City      | Bobbahn Park City                                 |
| 11. | 9. Dez. 2001  | Calgary        | Bob- und Rennschlittenbahn im Canada Olympic Park |
| 12. | 8. Dez. 2001  | Königssee      | Kombinierte Kunsteisbahn am Königssee             |
| 13. | 26. Jan. 2002 | Winterberg     | Bobbahn Winterberg                                |
| 14. | 29. Nov. 2002 | Calgary        | Bob- und Rennschlittenbahn im Canada Olympic Park |
| 15. | 19. Jan. 2003 | Lillehammer    | Bob- und Rennschlittenbahn Hunderfossen           |
| 16. | 8. Feb. 2003  | Winterberg     | Bobbahn Winterberg                                |
| 17. | 24. Jan. 2004 | Innsbruck-Igls | Kunsteisbahn Bob-Rodel Igls                       |
| 18. | 31. Jan. 2004 | Königssee      | Kunsteisbahn Königssee                            |
| 19. | 5. Jan. 2005  | Königssee      | Kunsteisbahn Königssee                            |
| 20. | 15. Jan. 2005 | Innsbruck-Igls | Kunsteisbahn Bob-Rodel Igls                       |
| 21. | 19. Nov. 2005 | Cesana         | Cesana Pariol                                     |
| 22. | 16. Dez. 2005 | Lake Placid    | Olympia-Bobbahn Lake Placid                       |
| 23. | 6. Jan. 2006  | Königssee      | Kunsteisbahn Königssee                            |
| 24. | 16. Dez. 2006 | Nagano         | Nagano City Bobsleigh and Luge Park               |
| 25. | 7. Jan. 2007  | Königssee      | Kunsteisbahn Königssee                            |
| 26. | 10. Feb. 2007 | Winterberg     | Bobbahn Winterberg                                |
| 27. | 24. Nov. 2007 | Calgary        | Bob- und Rennschlittenbahn im Canada Olympic Park |
| 28. | 15. Dez. 2007 | Innsbruck-Igls | Kunsteisbahn Bob-Rodel Igls                       |
| 29. | 5. Jan. 2008  | Königssee      | Kunsteisbahn Königssee                            |
| 30. | 2. Feb. 2008  | Altenberg      | Rennschlitten- und Bobbahn Altenberg              |
| 31. | 4. Jan. 2009  | Königssee      | Kunsteisbahn Königssee                            |
| 32. | 20. Nov. 2009 | Calgary        | Bob- und Rennschlittenbahn im Canada Olympic Park |
| 33. | 28. Nov. 2009 | Innsbruck-Igls | Kunsteisbahn Bob-Rodel Igls                       |

| Nr. | Datum         | Ort         | Bahn                                              |
| --- | ------------- | ----------- | ------------------------------------------------- |
| 1.  | 16. Nov. 2003 | Sigulda     | Rennrodel- und Bobbahn Sigulda                    |
| 2.  | 7. Dez. 2003  | Calgary     | Bob- und Rennschlittenbahn im Canada Olympic Park |
| 3.  | 21. Jan. 2004 | Lake Placid | Olympia-Bobbahn Lake Placid                       |
| 4.  | 7. Jan. 2006  | Königssee   | Kunsteisbahn Königssee                            |
| 5.  | 17. Dez. 2006 | Nagano      | Nagano City Bobsleigh and Luge Park               |
| 6.  | 7. Jan. 2007  | Königssee   | Kunsteisbahn Königssee                            |
| 7.  | 11. Jan. 2007 | Winterberg  | Bobbahn Winterberg                                |
| 8.  | 6. Jan. 2008  | Königssee   | Kunsteisbahn Königssee                            |
| 9.  | 14. Dez. 2008 | Winterberg  | Bobbahn Winterberg                                |
| 10. | 17. Jan. 2010 | Oberhof     | Rennrodelbahn Oberhof                             |